# バッファロー・トム
バッファロー・トム(Buffalo Tom)は、アメリカのロックバンド。1987年にボストンで結成。

## 略歴
メンバーはマサチューセッツ大学アマースト校で出会いバンド結成に至る。メンバーはダイナソーJr.のJ・マスシスとも交流し、最初の2枚のアルバムをプロデュースしてもらう。1993年リリースの『Big Red Letter Day』は全米8位を記録、1995年リリースの『Sleepy Eyed』は全米4位を記録するなど、バッファロー・トムは'90年代でポピュラーなオルタナティヴ・ロックバンドとなった。
バンドは活動休止期間を挟みながら精力的に活動を続け、現在まで8枚のアルバムをリリースしている。

## 作品

### アルバム
- Buffalo Tom （1988年）
- Birdbrain （1990年）
- Let Me Come Over （1992年）
- Big Red Letter Day （1993年）
- Sleepy Eyed （1995年）
- Smitten （1998年）
- Three Easy Pieces （2007年）
- Skins （2011年）
- Quiet And Peace （2018年）

### コンピレーション、ライブアルバム
- Asides from Buffalo Tom （2000年）
- A Lull in Traffic （2002年）
- Instant Live 6/10/05 Paradise, Boston, MA （2005年）